# Victor Herbert Melodies, Vol. 1
《Victor Herbert Melodies, Vol. 1》은 빙 크로스비, 프란시스 랭포드, 조지 플로런스, 루디 발레가 빅터 허버트가 만든 노래들을 녹음해 발매한 음반이다. 총 다섯 개의 SP 음반으로 이루어져 있으며, 데카 레코드에서 1938년 12월에 만들었다. 누군가가 파라마운트 픽쳐스에서 위대한 빅터 허버트라는 영화가 만들어지고 있는 것을 알고 만들어진 것으로 추정되고 있다. 빅터 영과 그의 오케스트라는 모든 곡에 음악 반주를 해주었으며, 이 음반에 이어서 《Victor Herbert Melodies, Vol. 2》가 발매되기도 했다.

## 트랙 리스트
《Victor Herbert Melodies, Vol. 1》은 데카 레코드에서 카탈로그 넘버 A-38을 부여받았다.

디스크 1 (2315)
1. "Ah! Sweet Mystery of Life", 1938년 12월 2일, 빙 크로스비
2. "Sweethearts", 1938년 12월 2일, 빙 크로스비

디스크 2 (2316)
1. "I'm Falling in Love with Someone", 1938년 12월 9일 빙 크로스비와 프란시스 랭포드
2. "Gypsy Love Song”, 1938년 12월 9일 빙 크로스비와 프란시스 랭포드

디스크 3 (2317)
1. "Italian Street Song", 1938년 12월 17일 플로런스 조지
2. "The Fortune Teller의 곡", 1938년 12월 13일, 빅터 영과 오케스트라

디스크 4 (2318)
1. "Toyland", 1938년 12월 17일 루디 발레
2. "March of the Toys", 1938년 12월 13일 빅터 영과 오케스트라

디스크 5 (2319)
1. "Indian Summer", 1938년 12월 13일 빅터 영과 오케스트라
2. "Yesterthoughts", 1938년 12월 13일 빅터 영과 오케스트라